# الحديقة الوطنية دغومس

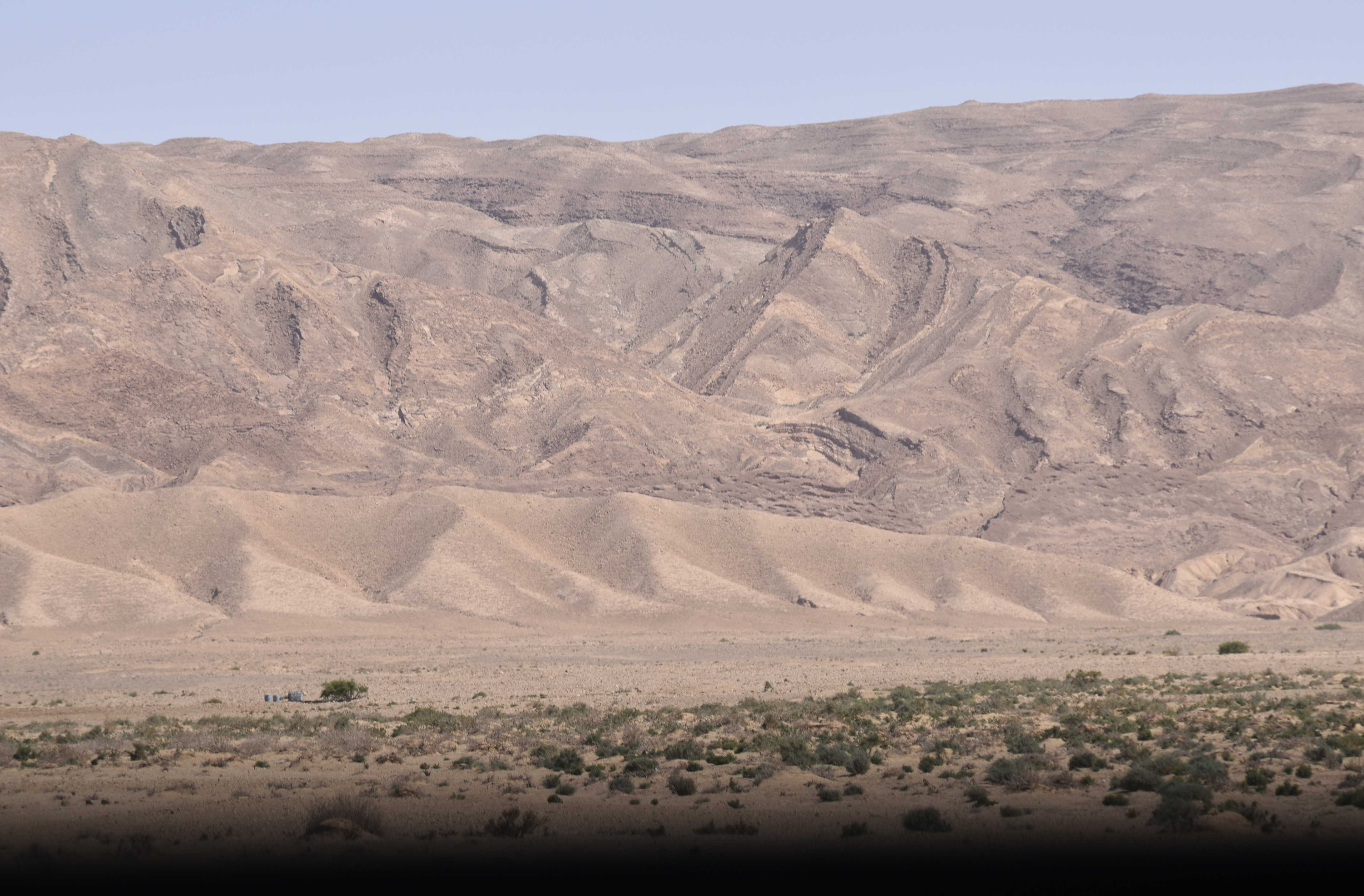
الحديقة الوطنية بدغومس

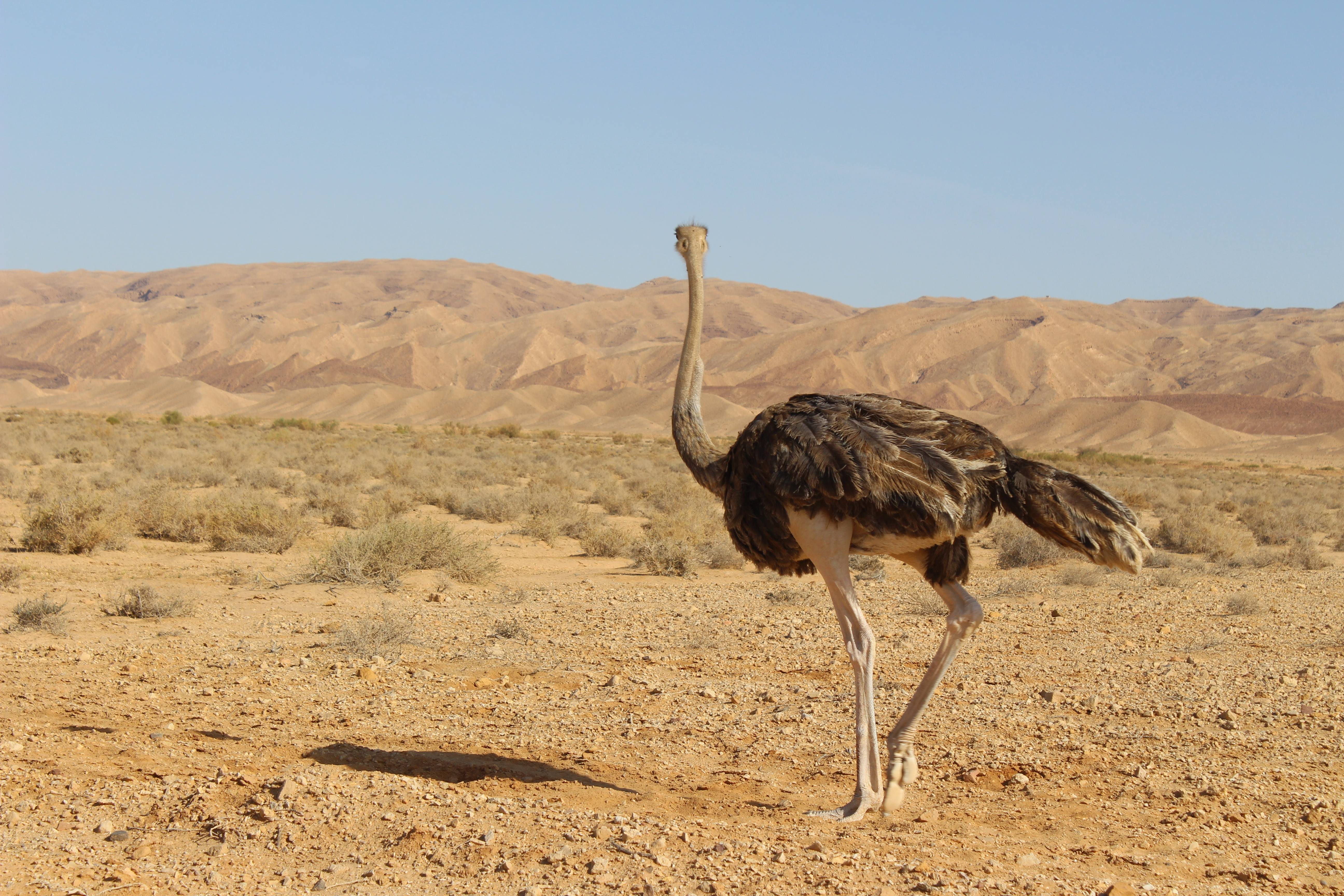
الحديقة الوطنية دغومس

الحديقة الوطنية بدغومس هي حديقة وطنيّة تونسيّة أنشئت سنة 1995. تأوي هذه الحديقة منظومة طبيعية متكاملة وتعتبر مثالا للتنوع البيولوجي النباتي والحيواني للصحراء التونسية.

## الموقع الجغرافي
تقع الحديقة في معتمدية دقاش من ولاية توزر بالجنوب الغربي للجمهورية التونسية، وتمتد على مساحة تقدر بحوالي 8000 هكتار، ويحدها جنوبا شط الجريد وشمالا مرتفعات جبال الكبريتي وطفرما وشرقا ولاية قبلي وغربا قرية دغومس

## المكونات

### الغطاء النباتي
تشمل حديقة دغومس أنواعا متعددة من النباتات التي تميز المنظومات الصحراوية الجافة من أبرزها الطرفاء والمثنان والرتم والباقل واللبان والجداري.

### حيوانات الحديقة

#### الثدييات
تأوي الحديقة ثدييات مختلفة تعيش بالوسط الصحراوي على غرار قنفذ الصحراء وابن آوى والفنك والثعلب الأحمر والقط البري وغزال الدوركاس والغزال الجبلي والجربيل والجربوع والمها الصحراوي ومها أبي حراب.

#### الطيور
تضم الحديقة كذلك مجموعة واسعة من الطيور من بينها الحبارى والحجل والكروان والنسر الملكي والبوجرادة والقطا والقطا المتوج والقطا المخطط.
كما نجحت إدارة الحديقة في إدخال وإدماج النعام ذي العنق الأحمر الذي انقرض من تونس منذ سنة 1887. إذ بادرت بإدخال مجموعة من هذه الطيور ليتجاوز عددها حاليا الثلاثين طيرا مع فراخها، مما يؤكد سرعة تأقلم هذا الصنف مع بيئته الجديدة.

#### الزواحف
تأوي الحديقة كذلك مجموعة من الزواحف الصحراوية، نذكر منها السلحفاة والضب والأفاعي.

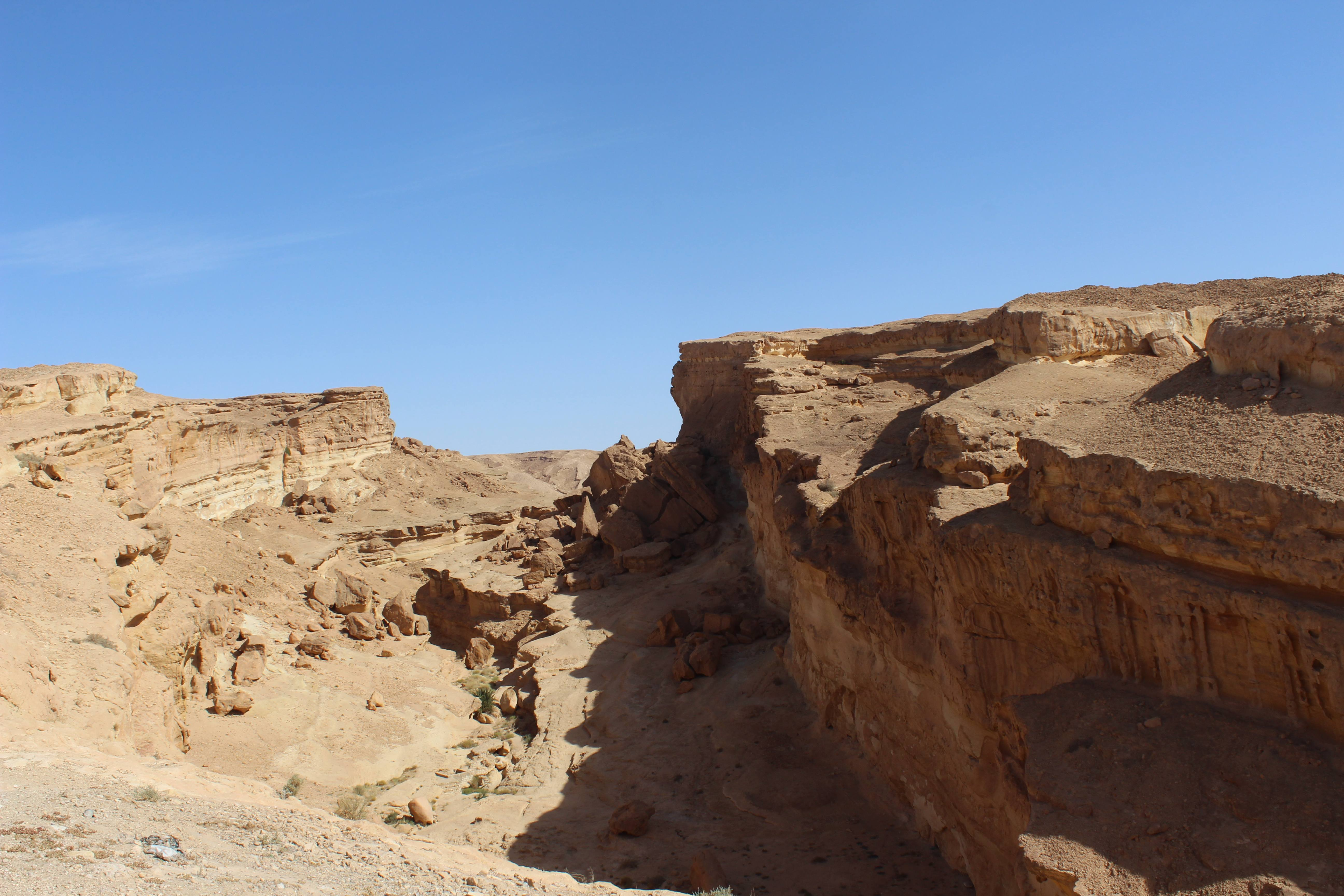
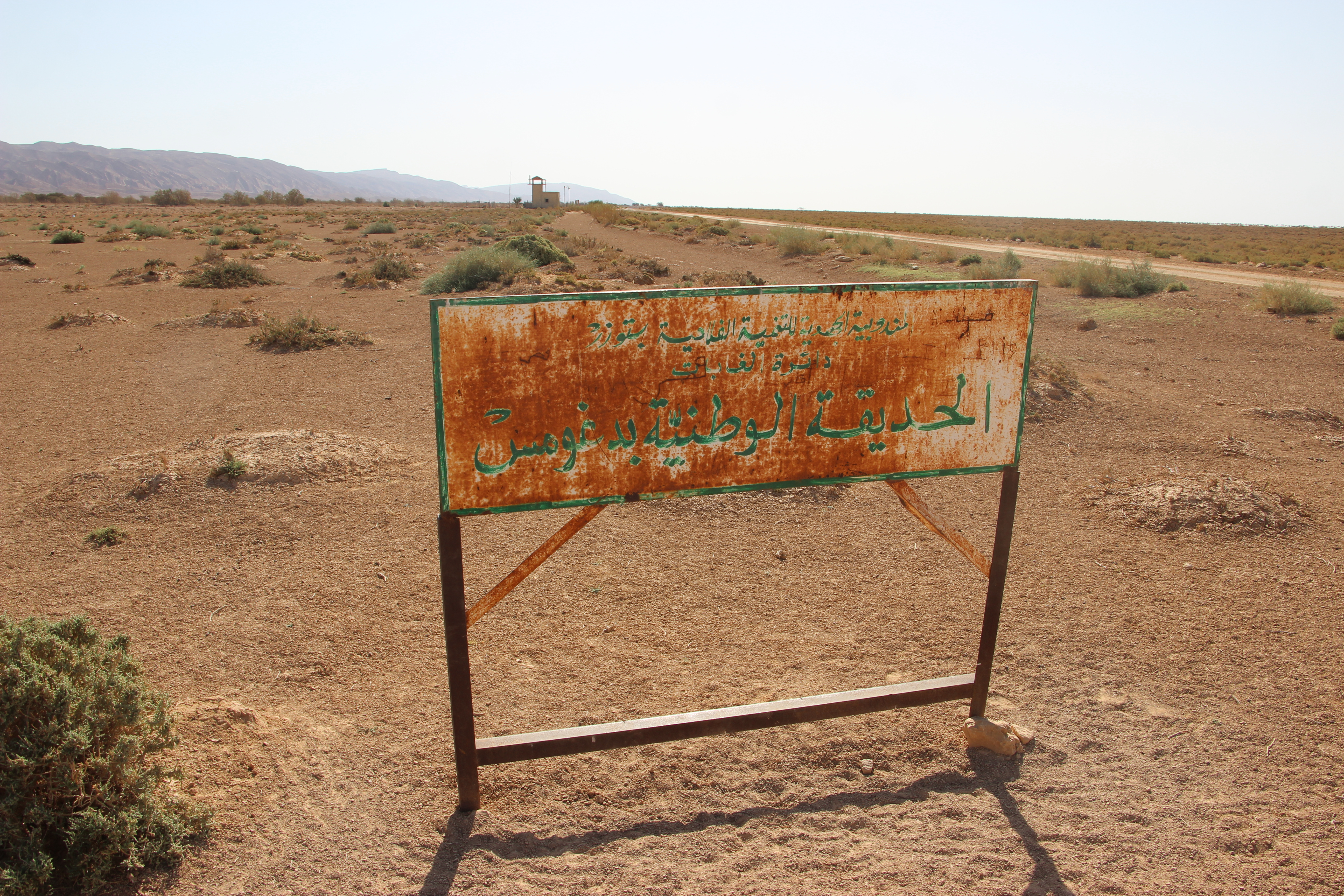
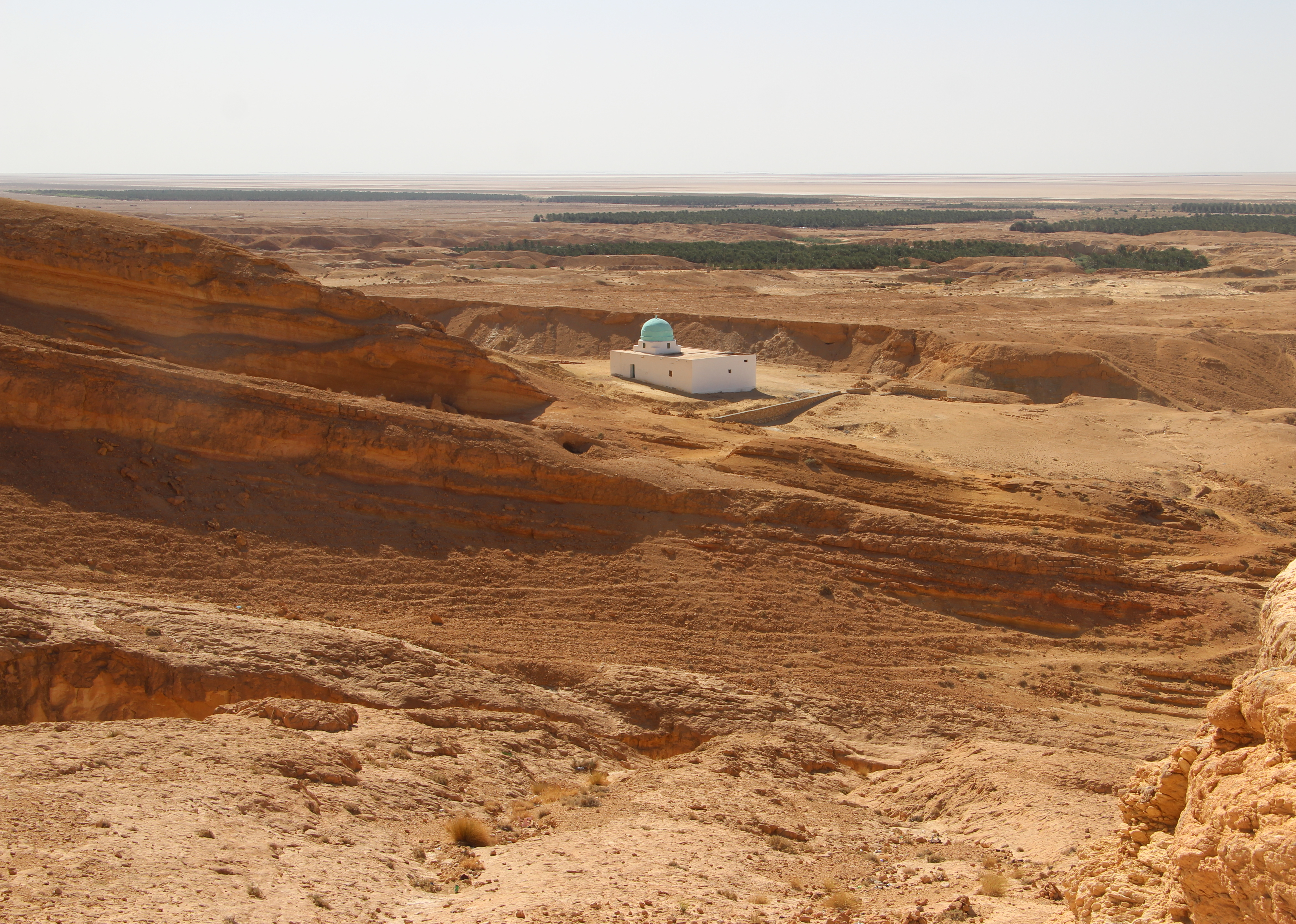